# Sabū
Sabū (persiska: Lasbū, لسبو, سبو) är en ort i Iran.   Den ligger i provinsen Gilan, i den norra delen av landet, 160 km nordväst om huvudstaden Teheran. Sabū ligger 1 952 meter över havet och antalet invånare är 159.
Terrängen runt Sabū är bergig åt nordost, men åt sydväst är den kuperad.Runt Sabū är det ganska tätbefolkat, med 108 invånare per kvadratkilometer. Närmaste större samhälle är Akūjān, 13,2 km sydväst om Sabū. Trakten runt Sabū består i huvudsak av gräsmarker.